# Arctiarpia fluviatalis
Arctiarpia fluviatalis là một loài bướm đêm thuộc phân họ Arctiinae, họ Erebidae.